# Eloy Montero Gutiérrez
Eloy Montero Gutiérrez (El Bodón, província de Salamanca, 27 de novembre de 1887 - Blascosancho, província d'Àvila, 11 d'agost, 1972) fou un religiós i jurista espanyol, acadèmic de la Reial Acadèmia de Ciències Morals i Polítiques.

## Biografia
Entre 1898 i 1911 va estudiar als seminaris de Ciudad Rodrigo i de Salamanca, on es va ordenar sacerdot. Va estudiar a la Facultat de Sagrada Teologia, on es doctorà en teologia i Sagrats Cànons. El 1910 comença a estudiar dret a la Universitat de Salamanca, llicenciant-se el 1913. En 1911 i 1912 va anar pensionat al Marroc a aprendre àrab. Entr 1913 i 1917 fou catedràtic de dret canònic al Seminari de Ciudad Rodrigo, i de Filosofia al Col·legi de Santa Emeriama. El 1914 es doctorà en dret amb la tesi El individualismo económico y las modernas exigencias de la justicia social. Va exercir com a catedràtic de dret canònic a la Universitat de Valladolid el 1918 i a la Universitat d'Oviedo el 1919. En 1921 va obtenir la càtedra d'Institucions de Dret Canònic a la Universitat de Sevilla. De 1922 a 1925 va viatjar pensionat per França, Itàlia i Bèlgica. En 1924 també fou nomenat fiscal de l'Arxidiòcesi de Sevilla. En 1929 va obtenir la càtedra d'Institucions de Dret Canònic a la Universitat Central de Madrid.
L'esclat de la guerra civil espanyola el va sorprendre a Madrid. Després de viure amagat un temps, a través de l'ambaixada de Cuba el 15 de novembre de 1937 va sortir de Madrid cap a Irun. El 20 de novembre es presentà a la Comandància Militar d'Hondarribia i es reintegrà a l'ensenyament. En 1939 fou nomenat degà de la facultat de dret de la Universitat de Madrid, càrrec que va ocupar fins a 1951. El 1964 fou nomenat degà honorari.
En 1942 fou nomenat acadèmic de la Reial Acadèmia de Ciències Morals i Polítiques en substitució de Felipe Sánchez-Román y Gallifa, depurat per Ordre Ministerial de 1939. També fou conseller del Consell Superior d'Investigacions Científiques i director de la Biblioteca de clàssics jurídics de la Facultat de Dret de Madrid.
Ja jubilat, va morir en un accident de trànsit a Blancosancho (Àvila) el 10 d'agost de 1972.

## Obres
- Marruecos. El pueblo moro, el judío (Salamanca, 1911).
- La fuerza ante el derecho y ante la Iglesia (Madrid, 1914).
- El ius abutendi, tesi doctoral (Madrid 1914).
- El individualismo económico y las modernas exigencias de la justicia social (Madrid, 1915).
- Tratado de matrimonio y las causas matrimoniales (Sevilla/Madrid 1927).
- Instituciones de Derecho Canónico. Tomo I (Fundamentos, preliminares y normas generales)(Madrid, 1929).
- Instituciones de Derecho canónico. Tomo II (Derecho canónico constitucional) (Madrid 1929).
- Casos prácticos de Derecho canónico, Librería General de Victoriano Suárez (Madrid, 1930).
- Instituciones de Derecho canónico. Tomo III (Derecho canónico administrativo y penal) (Madrid 1930).
- El matrimonio y las causas matrimoniales (Madrid, 1930; 2ª ed. 1950; 3ª ed. 1965).
- Neomaltusianismo, eugenesia y divorcio, Imp. Juan Bravo (Madrid, 1932).
- El porvenir de la Iglesia en España, Imp. Juan Bravo 3 (Madrid, 1933).
- Derecho canónico comparado. Tomo I: Fundamentos, preliminares y principios. La Iglesia católica, las iglesias orientales, las iglesias protestantes, Imp. Asilo de Huérfanos del Sagrado Corazón de Jesús (Madrid, 1934).
- Lo que vi en Rusia, Imp. Luz y vida (Madrid, 1935).
- Los Estados modernos y la nueva España (Vitoria, 1939).
- San Raimundo de Peñafort, Facultad de Derecho de la Universidad Central (Madrid, 1950).
- Disolución y nulidad en el matrimonio canónico y separación en el matrimonio canónico: conferencias, Patronato de la Universidad de Deusto (Bilbao, 1955).
- Pío XII y el problema de la eutelegenesia, C. Bermejo Impresor (Madrid, 1958).
- El movimiento ecuménico, Real Academia de Ciencias Morales y Políticas (Madrid, 1960).
- El movimiento de Oxford, Real Academia de Ciencias Morales y Políticas (Madrid, 1961).
- Crisis de la familia en la sociedad moderna, Ediciones del Congreso de la Familia Española, (Madrid, 1961).